# Cocos nucifera
Il cocco o palma da cocco (Cocos nucifera L., 1753) è una pianta della famiglia delle Arecacee (sottofamiglia Arecoideae, tribù Cocoseae). È l'unica specie riconosciuta del genere Cocos.
La specie è originaria dei paesi tropicali nel Sud-est asiatico, Oceania e Oceano Indiano come le Filippine, Melanesia e India.

## Etimologia
La parola cocco deriva dalla portoghese coco, che significa testa.
I marinai di Vasco da Gama, durante il viaggio nelle Indie, hanno dato il nome alla pianta in base alla forma del frutto che ha una vaga somiglianza con la testa a forma di zucca intagliata del Coco, mostro della mitologia ispanica molto simile all'uomo nero.

## Descrizione

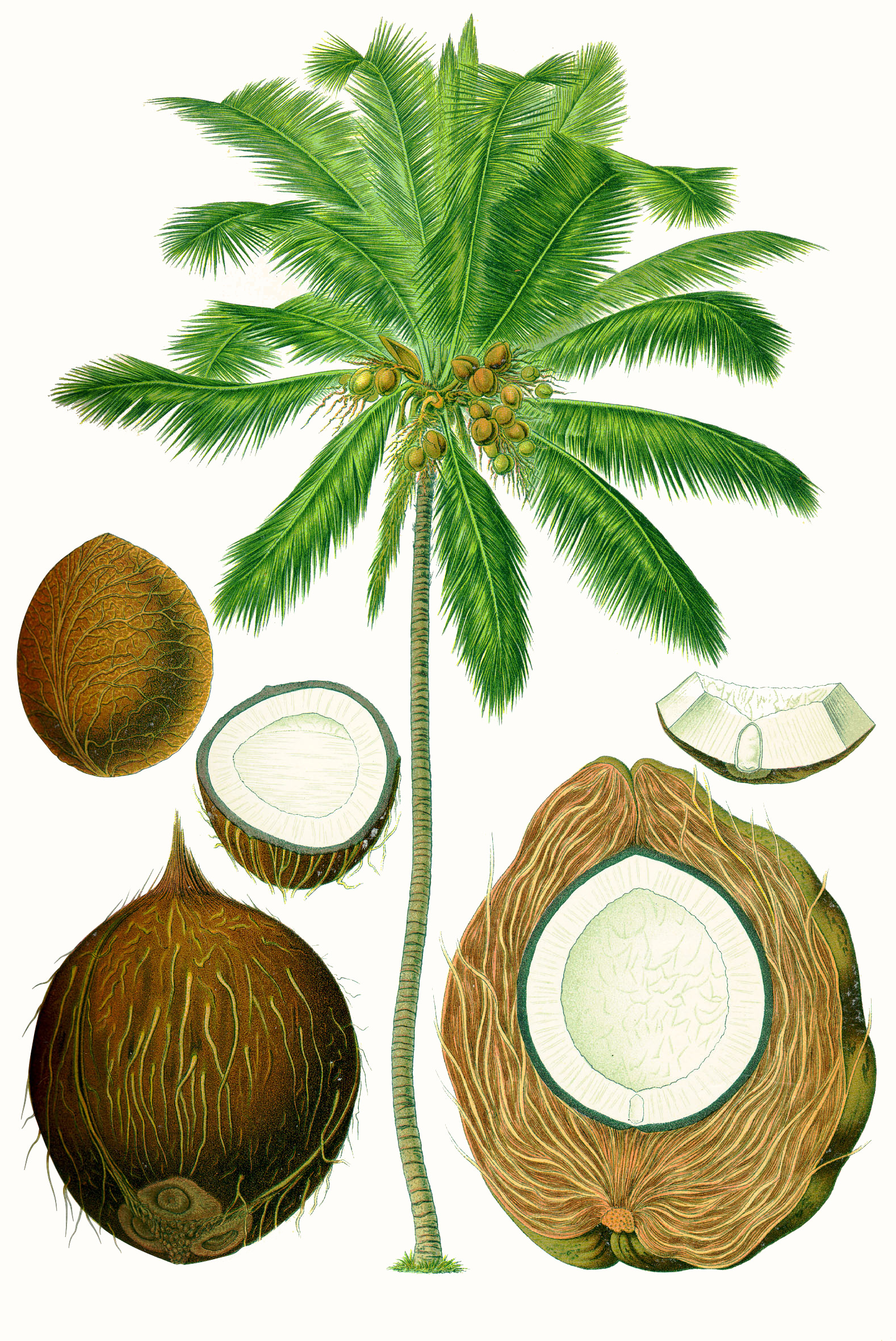
Palma da cocco con le noci (drupe) in evidenza

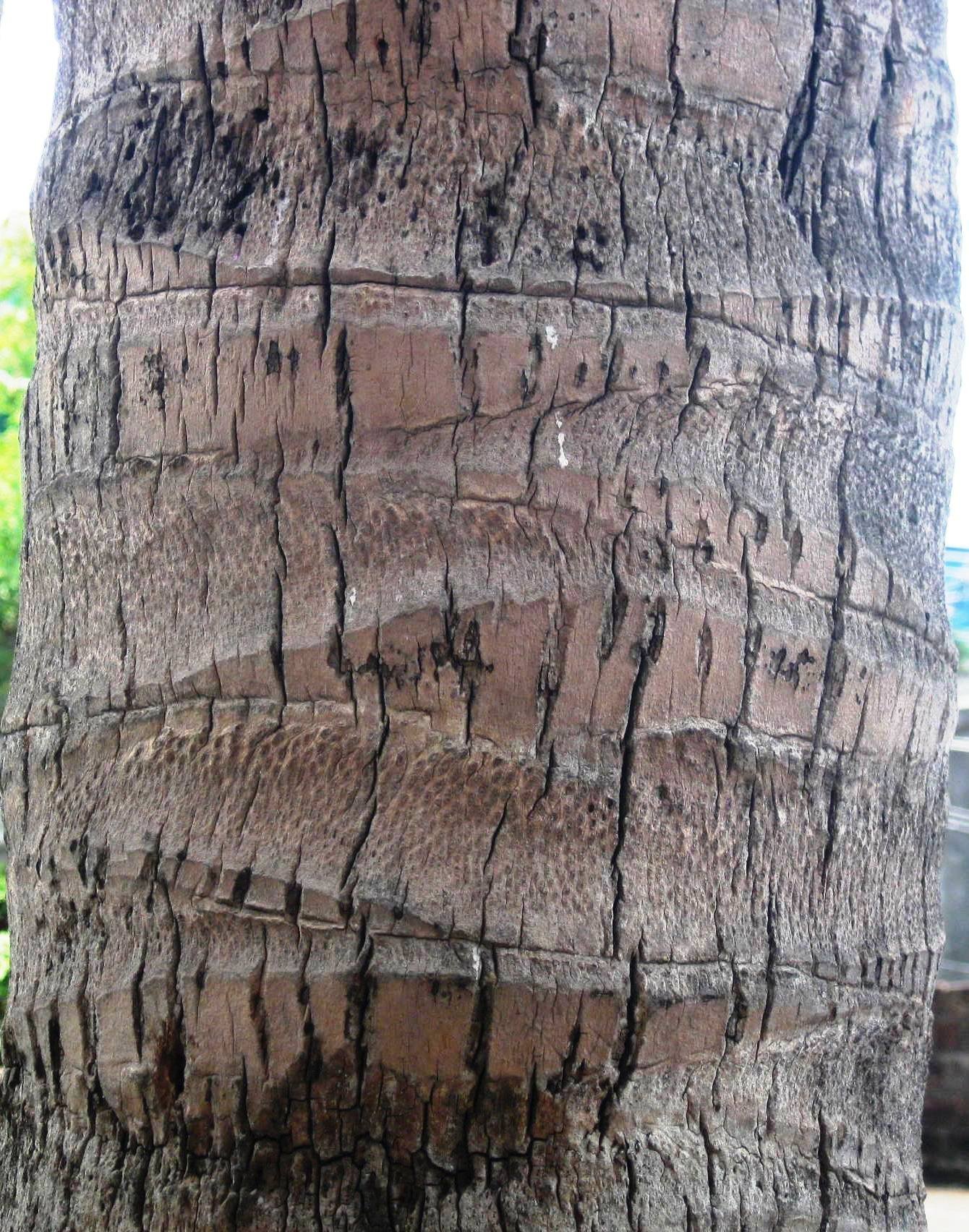
Tronco di cocco

### Fusto
Il fusto è colonnare e slanciato, alto dai 20 ai 40 m, con un diametro di 50–70 cm alla base e di 25–35 cm in alto, con la superficie di colore grigio, segnata dalle cicatrici a forma di anello lasciate dalle foglie e dai racemi caduti, termina all'apice con una corona di grandi foglie paripennate.

### Radici
Le radici sono fascicolate, cilindriche, di diametro uniforme, di notevole sviluppo, ma dalla vita breve, sostituite dalle radici avventizie che si sviluppano dalla base della pianta e che si estendono negli strati superficiali del terreno; le radici aeree avventizie si sviluppano dal colletto della pianta fino a 1 m di altezza con particolari formazioni lenticellari.

### Foglie
Le foglie sono paripennate, lunghe 4–5 m, con la base dilatata a formare una larga guaina, erette nei primi due anni di vita e successivamente cadenti, formate da leggerissime foglioline, allungate e brevemente piccole, divise in due, molto striate e leggermente arcuate.

### Fiori

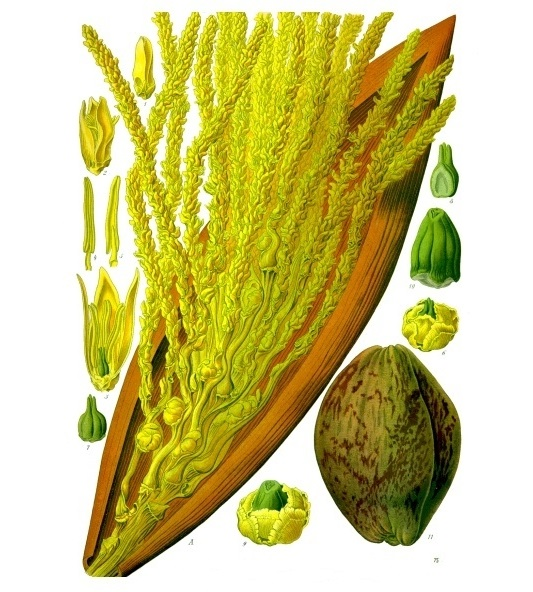
Fiori

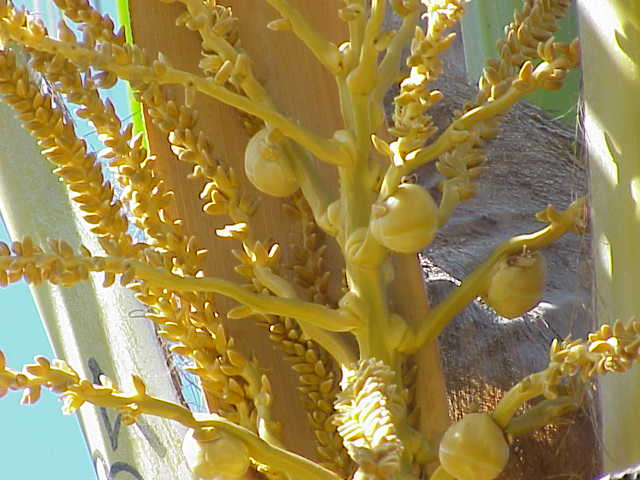
Fiori

I fiori sono piccoli e giallastri, riuniti in infiorescenze a spadice, ramificate in circa 50 rami secondari, protette esternamente da una grande spata concava. Ogni pianta porta annualmente da 6 a 12 infiorescenze, prodotte in tempi diversi.
Nella parte basale dei rami dello spadice si trovano generalmente 5 fiori femminili formati da un perigonio di 6 tepali, a lobi inspessiti, disposti su 2 verticilli embricati, formati da 3 elementi, i 6 stami sono disposti su due verticilli da tre elementi ciascuno e sono rudimentali, l'ovario è formato da 3 carpelli di cui solo uno verrà fecondato. La palma non è dioica come molte altre palme, ma monoica a fiori diclini: la parte maschile e la parte femminile sono sulla stessa pianta.
I fiori maschili sono molto numerosi, circa 300 per ogni ramo dello spadice con un perigonio di 6 elementi, hanno 6 stami, un pistillo rudimentale che nella parte apicale ha 3 denti provvisti di ghiandole nettarifere per attirare gli insetti pronubi. L'impollinazione è mista, sia anemofila sia entomofila.

### Frutti

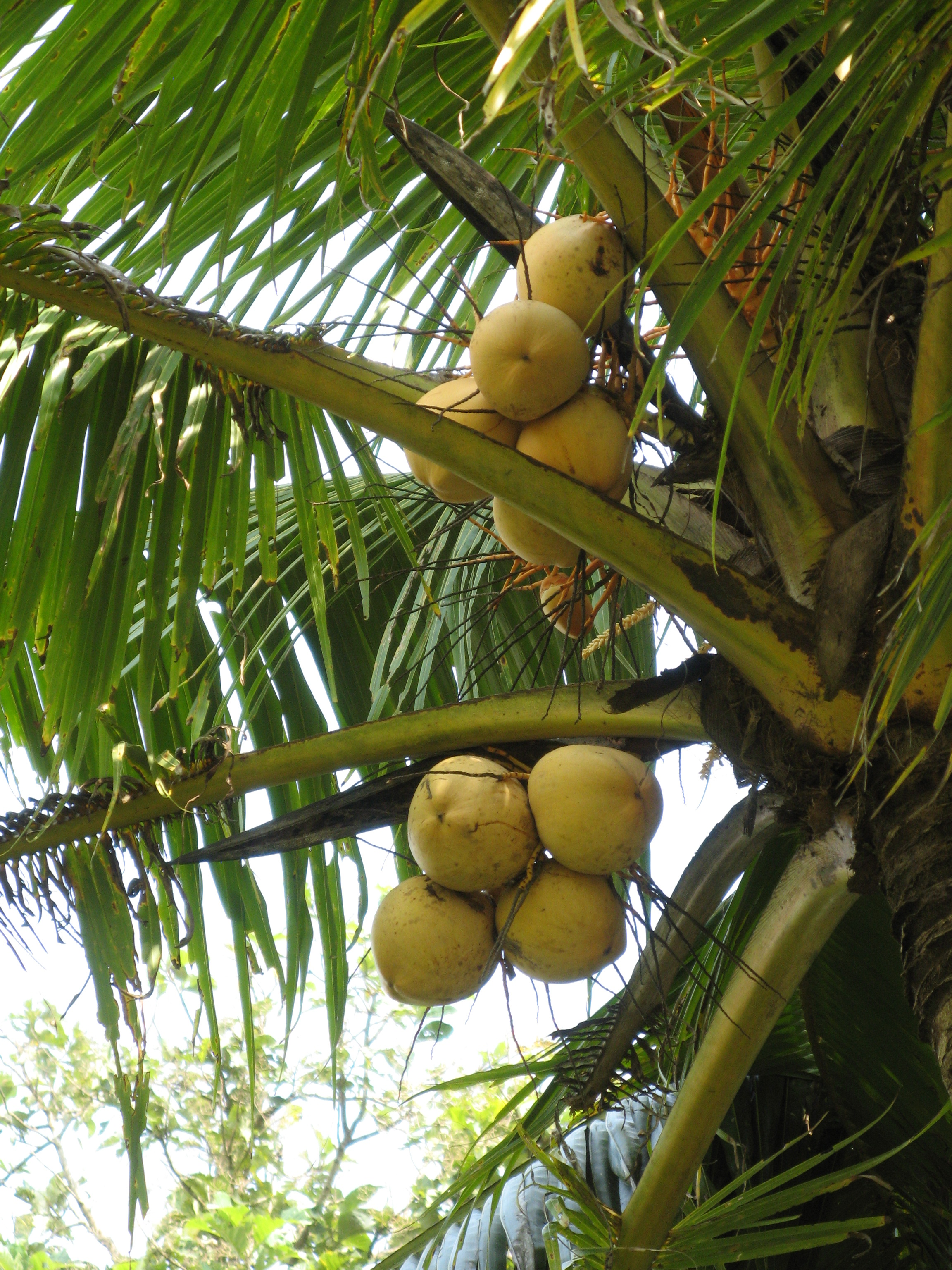
Noci in maturazione su una palma

I frutti sono drupe voluminose, dette comunemente noci di cocco, di circa 1 kg di peso. Si formano dopo 2 settimane dalla fioritura e crescono rapidamente per circa 6 mesi. Hanno esocarpo (buccia) liscio e sottile generalmente di colore rosso-brunastro, mesocarpo fibroso e leggero a maturità che è strettamente unito all'endocarpo (guscio) legnoso e durissimo il quale presenta alla base 3 pori a minore spessore chiaramente visibili, detti anche "occhi". Il guscio è strettamente aderente al tegumento del seme che racchiude. Occorrono 12-13 mesi perché da una spata aperta si passi ad un frutto maturo e in alcune varietà serve anche più tempo.
Per la commercializzazione della noce la buccia e il mesocarpo fibroso sono rimossi.
Il mesocarpo fibroso, dotato di fibre legnose leggere appressate, costituisce la parte che sostiene il galleggiamento della noce. Questo materiale è un'importante fibra vegetale commerciale detta fibra di cocco o fibra coir, è estremamente resistente all'acqua e una delle poche resistente all'acqua salata.

### Semi
Il seme è costituito dalla polpa della noce; ha un tegumento sottilissimo di colore bruno, strettamente aderente all'endosperma ricco di grassi (copra), formato da uno strato spesso 1–3 cm che forma una cavità contenente un liquido lattiginoso, detto "acqua di cocco", che poi si addensa; l'embrione è avvolto dall'endosperma a un'estremità del frutto. La germinazione avviene con la produzione di un austorio che si sviluppa all'interno del seme formando un tessuto carnoso detto pomo, e dalla parte opposta si forma il cotiledone che fuoriesce dal guscio da uno dei pori (occhi), dando origine alla gemma da cui si sviluppa il fusto con le foglie e le radici.

## Distribuzione e habitat

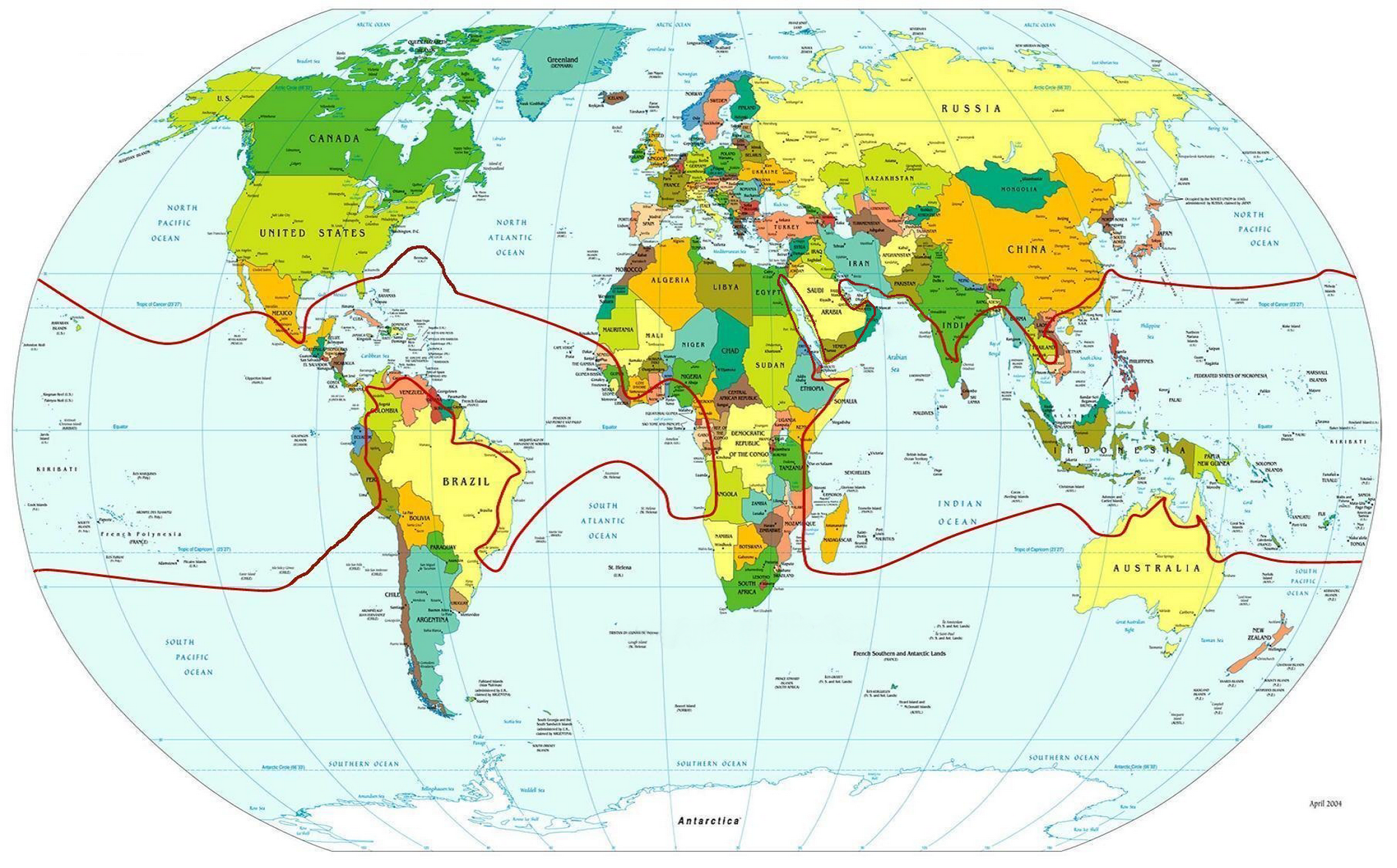
L'area della distribuzione della palma da cocco è indicato dalla linea rossa (basato su informazioni di Werth (1933), leggermente modificato da Niklas Jonsson)

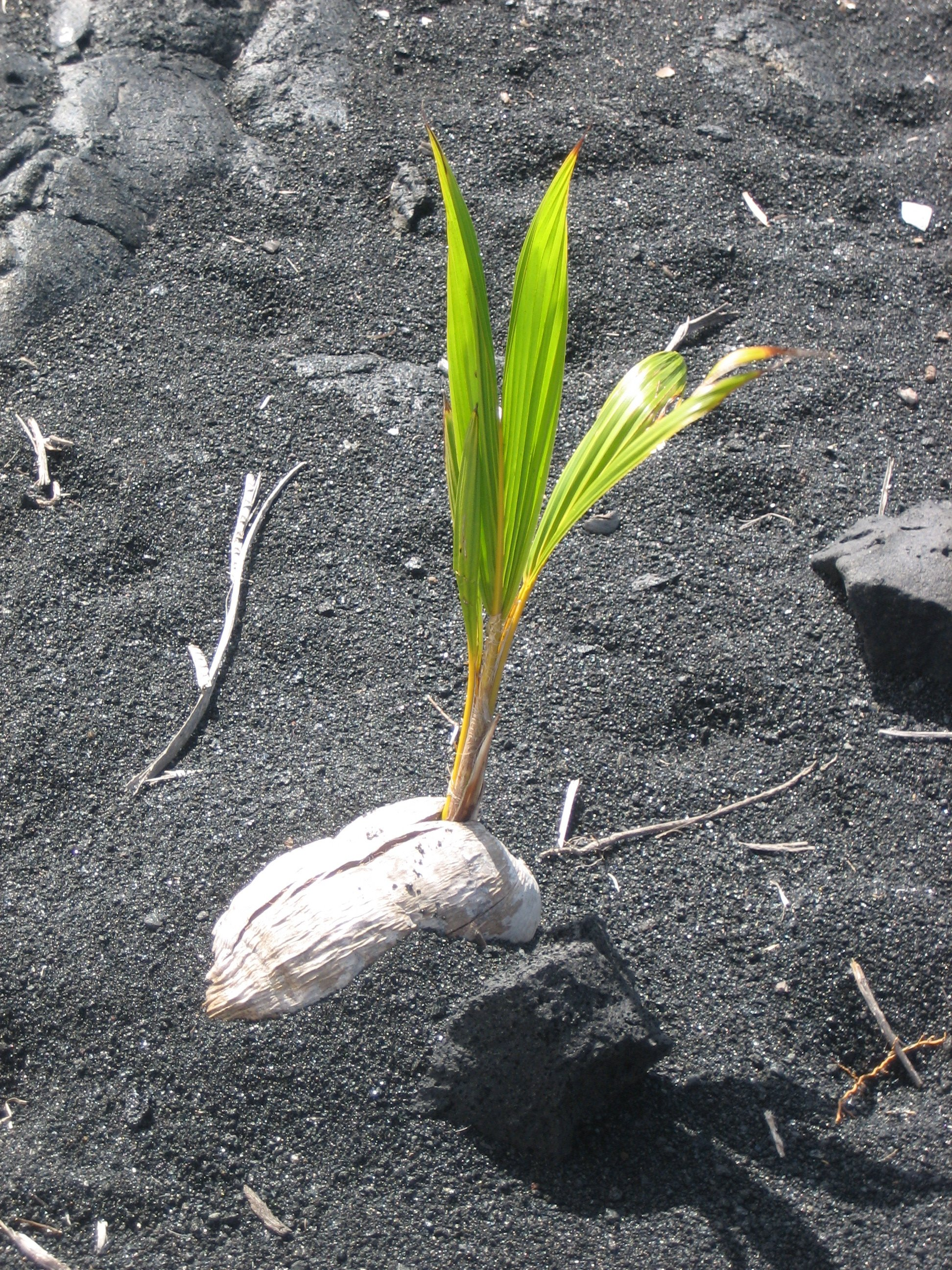
Noce di cocco in germinazione sulla spiaggia della sabbia nera, isola di Hawaii

I marittimi austronesiani delle Filippine hanno successivamente introdotto le noci di cocco sulla costa del Pacifico del Centro America. Le palme da cocco che furono addomesticate in India si diffusero verso ovest. Dopo che furono introdotte nell'Africa orientale, gli europei portarono le noci di cocco sulla costa atlantica dell'Africa e successivamente in Sud America.
Oggigiorno le principali zone di diffusione della palma da cocco sono situate tra il ventiduesimo parallelo nord e il ventiduesimo parallelo sud. La palma è coltivabile anche oltre questi limiti di latitudine, ma le coltivazioni perdono importanza commerciale. Generalmente le palme vengono coltivate sulla costa, ma la loro crescita non è limitata agli ambienti costieri. È possibile trovare palme anche a centinaia di chilometri dalla costa quando le condizioni climatiche lo permettono. In ogni caso l'influenza marina ha sicuramente un effetto positivo sul raccolto dei frutti.
Generalmente la capacità delle noci di cocco di galleggiare sull'acqua marina è un metodo di diffusione naturale della specie. Le noci di cocco sono in grado di germogliare dopo 110 giorni di immersione nell'acqua di mare, periodo in cui possono percorrere fino a 5000 chilometri. La diffusione attuale è avvenuta ad opera dell'uomo sia in epoca storica, come documentato, sia in epoca precedente ad opera delle popolazioni indigene dei settori geografici interessati..
L'habitat ottimale è quello delle coste di regioni tropicali con precipitazioni annue tra 1300 e 2 000 mm, fino ad altitudini di 600 m s.l.m.

## Tassonomia
Il genere comprende una sola specie, Cocos nucifera.
Alcune specie già attribuite a Cocos hanno avuto attribuzione diversa:
- Cocos capitata Mart. 1826 (= Butia capitata (Mart.) Becc.)
- Cocos elegantissima Chabaud 1905 (= Butia capitata (Mart.) Becc.)
- Cocos erythrospatha Mart. ex Drude 1881 (= Butia capitata (Mart.) Becc.)
- Cocos lilaceiflora Chabaud 1916 (= Butia capitata (Mart.) Becc.)
- Cocos odorata Barb. Rodr. 1891 (= Butia capitata (Mart.) Becc.)
- Cocos plumosa Lodd. ex Hook. 1860 (= Syagrus romanzoffianum (Cham.) Glassman)
- Cocos pulposa Barb. Rodr. 1891 (= Butia capitata (Mart.) Becc.)

### Varietà
La specie presenta oltre 80 varietà descritte. Fondamentalmente le varietà si dividono in due grandi categorie, piuttosto omogenee per caratteristiche, le alte e la nane. Questa divisione non è rigida e vi sono varietà che non ricadono in nessuna delle due categorie. Le varietà alte sono generalmente allogame, mentre le varietà nane sono generalmente autogame.

#### Varietà "alte"
Sono piante generalmente molto longeve che raggiungono con facilità gli 80 anni di vita. Fruttificano relativamente tardi dall'impianto, fino a 10 anni dopo la semina, e ancora più tardi raggiungono il picco di produzione.

#### Varietà "nane"
L'altezza massima è minore delle varietà alte, ma le palme possono ancora risultare imponenti, con altezze fino a 12 metri. Questo genere di palme è anche estremamente rapido nel raggiungere la maturità riproduttiva i primi frutti possono essere raccolti anche a soli 4 anni dall'impianto, con noci che toccano il suolo. La varietà più famosa tra le nane è la Malayan Dwarf che ha tre sottotipi: la regia, l'eburnea e la pumila che differiscono per il colore della noce. Le noci delle varietà nane sono più piccole in genere di quelle delle varietà alte.

#### Altre varietà
Vi sono altre varietà dalle caratteristiche intermedie. Inoltre esistono varietà dalle noci particolarmente grandi o particolarmente piccole. Ci sono anche alcune varietà che hanno l'involucro della noce commestibile, altre con l'esocarpo rosa o con la noce che contiene sostanze viscose o profumate. Queste varietà quando sono commerciate lo sono solo su base locale e non hanno importanza economica.

## Produzione
| I 10 maggiori produttori di cocco nel 2018 | I 10 maggiori produttori di cocco nel 2018 |
| Paese                                      | Produzione (tonnellate)                    |
| ------------------------------------------ | ------------------------------------------ |
| Indonesia                                  | 18.555.371                                 |
| Filippine                                  | 14.726.165                                 |
| India                                      | 11.706.343                                 |
| Sri Lanka                                  | 2.623.000                                  |
| Brasile                                    | 2.346.750                                  |
| Vietnam                                    | 1.571.709                                  |
| Papua Nuova Guinea                         | 1.221.080                                  |
| Messico                                    | 1.158.471                                  |
| Thailandia                                 | 885.751                                    |
| Birmania                                   | 557.240                                    |
| Totale mondiale                            | 61.865.421                                 |

## Coltivazione
Le condizioni fondamentali per la coltivazione commerciale della palma sono state indicate da Frémond e altri nei seguenti punti:
- Almeno 130 millimetri di pioggia al mese. Se è presente una stagione secca i mesi con meno di 50 millimetri di pioggia non devono essere più di tre consecutivi.
- La temperatura ottimale si attesta su una media annuale di 27 °C. Temperature sotto i 20 °C devono essere infrequenti.
- Almeno 2000 ore di luce solare diretta annua.
- Un'umidità relativa sempre dell'80-90%, con nessun mese sotto il 60%.
- I venti devono essere frequenti in quanto favoriscono l'impollinazione.

Le palme da cocco non sono molto esigenti per quanto riguarda la natura del suolo, mentre l'umidità e l'aerazione sono fondamentali. In caso di piogge abbondanti si adattano anche a suoli relativamente pesanti, a patto che le piogge continue evitino un eccessivo indurimento del terreno. Ovviamente i suoli sabbiosi sono i migliori, specie se ricchi di materia organica. Comunque l'esteso apparato radicale della pianta è in grado di estrarre nutrienti anche da suoli relativamente poveri, sebbene questi influenzino la qualità e la quantità del raccolto di noci di cocco. Una profondità di suolo smosso di almeno un metro è fondamentale per fornire sia ancoraggio sia nutrimento. Il pH del suolo può variare da 5 a 8, anche se sopra il 7,5 si creano squilibri nutrizionali. La pianta tollera senza grandi problemi alte concentrazioni di sodio e potassio (suoli salmastri o venti salini).

## Usi

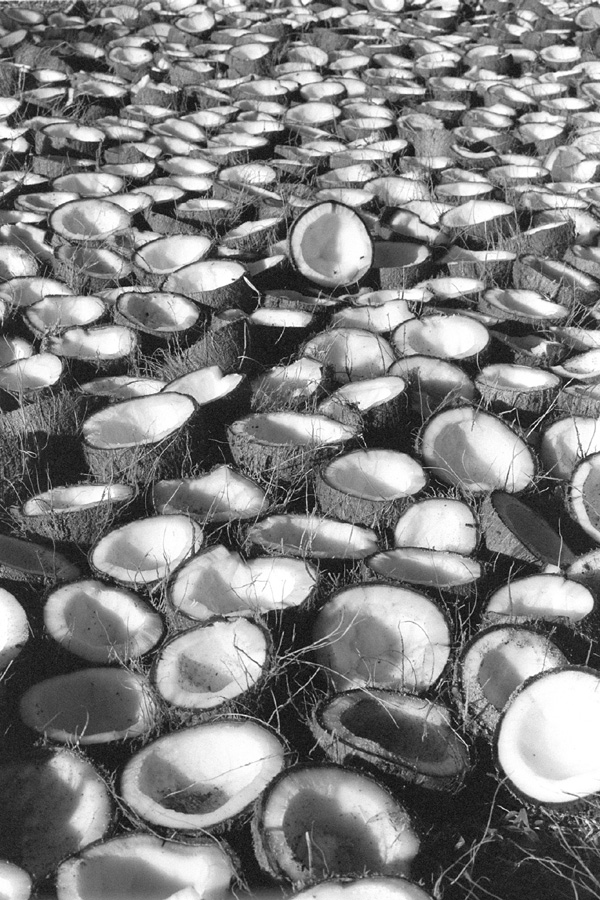
Copra, Essiccazione della polpa delle noci per la produzione di copra; Isole Fiji

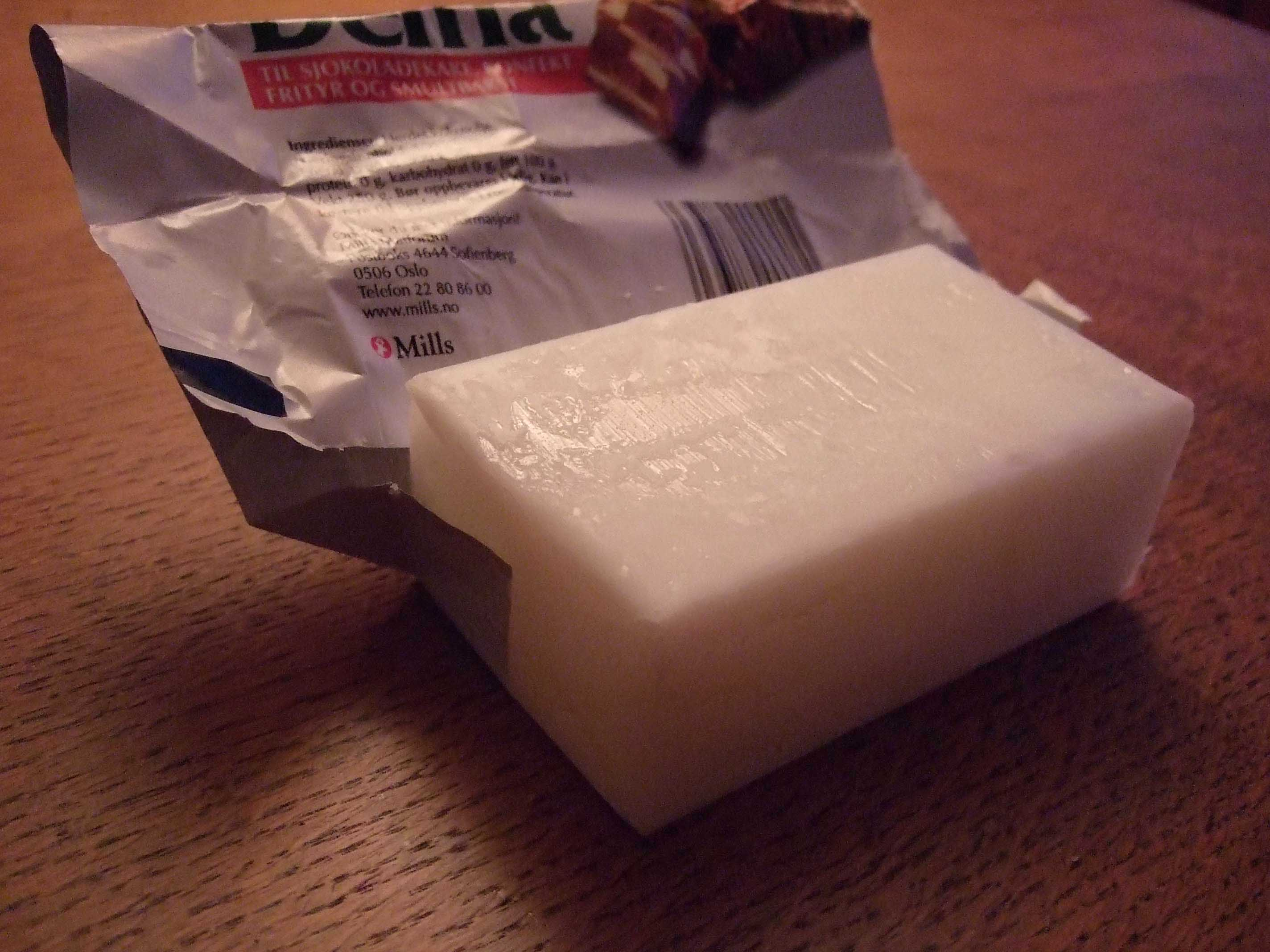
Margarina di cocco

- Come pianta ornamentale in giardino nei climi adatti, in serra o in appartamento nelle regioni a clima sfavorevole, piante i cui fusti eretti crescono direttamente dalla noce appoggiata al terreno, nei climi temperati viene generalmente coltivata in vaso in ambienti confinati a temperatura ed umidità controllata.
- Nei paesi d'origine, per la produzione di noci di cocco utilizzate per il consumo fresco.
- Per ricavare la copra per la produzione della margarina di cocco, un olio vegetale ad alto punto di fusione utilizzato in pasticceria come succedaneo del burro; per la fabbricazione di saponi, colle e appretti. I sottoprodotti della lavorazione industriale della copra, come il panello di copra, vengono utilizzati come mangime per gli animali. Dalla copra ridotta in polvere si ricava una farina utilizzata a fini alimentari.
- Dalle fibre del mesocarpo si ricava il coir, una fibra utilizzata per lavori di intreccio, tappeti e cordami. etichettatura tessile sigla CC.
- Con la linfa estratta incidendo le giovani infiorescenze si ricava il 'vino' di palma (linfa fermentata), l'aceto di palma, lo zucchero di palma e l'acquavite di palma. La linfa fresca è di consumo comune nelle Kiribati: chiamata karewe, viene raccolta due volte al giorno e poi viene cotta per fare uno sciroppo chiamato kamaimai.
- Le giovani gemme sono commestibili (cavoli di palma).
- Dagli stipiti si ricava il legno di cocco, utilizzato per la facilità di lavorazione per mobili, manici d'ombrello, o abitazioni rurali.
- Le fronde vengono utilizzate come fibre per intrecciare cappelli, stuoie e tetti per le capanne.
- Le donne tamil in Sri Lanka utilizzano l'olio ottenuto da una prolungata bollitura del latte di cocco come idratante per alleviare le smagliature del parto e per rendere morbidi i capelli. Queste popolazioni bevono anche il latte di cocco mescolato a foglie di pepe finemente tritate come cura dei disturbi della vista.[9].
- L'olio è utilizzato comunemente nei prodotti per rasatura (crema, sapone e schiuma da barba) e anche negli abbronzanti.
- Nelle Filippine dalla fermentazione dell'acqua di cocco viene prodotto il dolce noto come nata de coco.

### Proprietà medicinali
La noce di cocco è composta al 50% d'acqua. Il restante è formato da fibre, carboidrati, zuccheri e lipidi. Ferro, potassio, rame, zinco, magnesio, fosforo e sodio sono i sali minerali presenti in maggior quantità dentro il frutto.
L'Isoleucina, serina, treonina, acido glutammico, arginina, acido aspartico, fenilalanina, glicinae cistina, sono invece gli amminoacidi più abbondanti. L'abbondanza di vitamine B e C aiuta negli stati di debolezza, stanchezza e allevia lo stress.
L'acqua della noce di cocco, oltre che essere dissetante, dolce e rinfrescante, proprietà che l'hanno reso molto popolare nella stagione estiva, ha pochissimi grassi e calorie ed è priva di colesterolo e ha abbondanti quantità di sodio, potassio, magnesio e calcio. Tutte queste caratteristiche la rendono un ottimo integratore dopo un'intensa attività fisica.
L'olio di cocco è uno dei pochi oli alimentari vegetali naturali completamente saturi per cui l'uso abituale in dieta, anche dei suoi derivati, deve essere attentamente controllato.

## Metodi di coltivazione
Nel clima mediterraneo è possibile la coltivazione in serra calda, con aria confinata ed elevata umidità ambientale, luce solare filtrata, concimando 2 volte al mese nella bella stagione, con fertilizzante liquido medio, frequenti annaffiature senza eccedere nelle quantità e spruzzature alla chioma, evitando il ristagno d'acqua, rinterrando annualmente, sostituendo la terra superficiale dei vasi con terriccio di bosco misto ad erica, arricchito con terricciato organico e alleggerito con sabbia.
In condizioni ottimali nella coltivazione in vaso può superare facilmente i 2 m.

## Avversità
Pianta molto delicata, negli appartamenti raramente sopravvive più di 2-3 anni, l'apparato radicale è soggetto facilmente al marciume, favorito dal ristagno idrico, e soprattutto dalle basse temperature del substrato, gli ambienti con scarsa umidità, le correnti d'aria e la luce solare diretta, provocano il disseccamento delle foglie ad iniziare dai margini, vengono inoltre attaccati da numerosi parassiti.
Spesso le piante in vendita hanno subito colpi di freddo durante il trasporto o vengono vendute già talmente debilitate da rendere impossibile la sopravvivenza dopo l'acquisto, nonostante appaiano di aspetto vitale.
Uno dei più temibili parassiti di questa pianta è il Rhynchophorus ferrugineus, noto come punteruolo rosso delle palme. Si tratta di un coleottero curculionide originario dell'Asia, recentemente propagatosi in Medio Oriente e successivamente a tutto il bacino del Mediterraneo e rivelatosi resistente a tutti i mezzi di controllo convenzionali.